# 衛斯理與白素
衛斯理與白素是倪匡筆下著名科幻小說衛斯理系列之一，原本是《紙猴》後半部份，新版小說將《紙猴》分為上集《地底奇人》及下集《衛斯理與白素》，讀者可從書中逐步了解到衛斯理、白素最終成為一對的發展經過。

## 內容簡述
自從白素為了解救衛斯理而身受重傷，衛斯理本有機會逃出險地，但他深感白素對自己情深義重。而選擇在荒島上繼續留下。以協助追查私吞藏寶圖二十五片鋼版的人。從誤會到冰釋，衛斯理終於取得白老大的信任。衛斯理跟飛虎幫大阿哥宋堅合作，一同追查至菲律賓的泰肖爾島(泰肖爾是環的意思)─暴徒組織「胡克黨」的總部，出爾反爾的惡徒李根以及胡克黨首腦里加度。即使要面對這批眼中只有自身利益的危險人物，但為了找出隱藏在菲律賓的泰肖爾島上，屬於七幫十八會的寶藏，衛斯理仍竭力不捨，更要跟白奇偉鬥智鬥力，看誰能夠最終破解藏寶所在。

## 主要人物
- 衛斯理　-　故事主角。喜好冒險的年輕人。
- 白素　　-　白老大的女兒。智慧與美貌兼具。計謀無雙。故事最後成為衛斯理的未婚妻。
- 宋堅    -    衛斯理的朋友。飛虎幫大阿哥。
- 宋富　　-　宋堅的雙胞胎弟弟。另一個身分是生物學家坂田高太郎。
- 紅紅    -  衛斯理的表妹。化裝成生物學家坂田高太郎的秘書。
- 李根　　-　胡克黨徒。出爾反爾。
- 里加度　-　胡克黨首領。眼中只知道自身利益。打算獨吞寶藏。
- 白老大  - 外號『白龍』的青幫頭子。白素與白奇偉兄妹之父親。在泰肖爾島(泰肖爾是環的意思)上火山口裝上炸藥。企圖造成火山爆發的假象嚇走胡克黨徒。
- 白奇偉  - 性格高傲自負。白素之兄長。和衛斯理比試企圖找出寶藏所在。

## 漫畫
- 新加坡漫畫家黃展鳴於1999年8月5日發表了《衛斯理與白素》漫畫
  - 出版社：台灣時報文化
  - 封面: http://addons.books.com.tw/G/8/0010070588.gif （页面存档备份，存于）

## 相關書目
- 《地底奇人》

| 前任者： 002 地底奇人 | 衛斯理系列（按編號） 003                                               | 繼任者： 004 妖火         |
| 前任者： 鑽石花       | 衛斯理系列（按連載時序） 1963年7月22日至1964年2月12日 （包括地底奇人） | 繼任者： 妖火、真菌之毀滅 |